# Johannes Theodor Baargeld
Johannes Theodor Baargeld, pseudonimo di Alfred Emanuel Ferdinand Grünwald (Stettino, 9 ottobre 1892 – Chamonix, 18 agosto 1927), è stato un artista e scrittore tedesco.
Nel 1919 fondò, a Colonia in Germania insieme a Hans Arp e Max Ernst, il gruppo dadaista Dada W/3 (Dada Weststupidien 3).

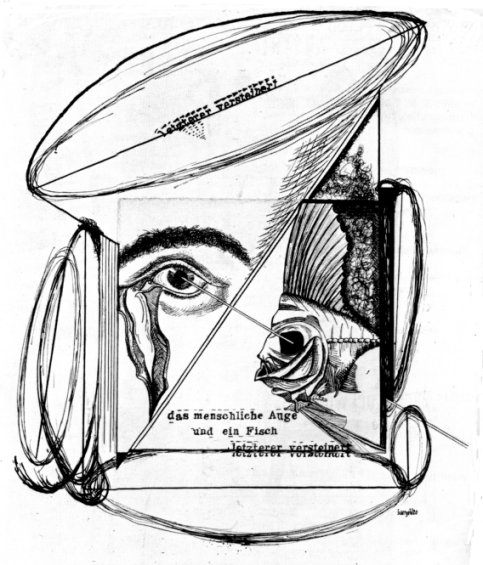
John Baargeld, 1920, inchiostro, New York

## Biografia
Allo scoppio della prima guerra mondiale, dopo alcuni anni (1912-1914) trascorsi come studente di giurisprudenza ed economia a Oxford e Bonn, fu arruolato in un reggimento di corazzieri come ufficiale riservista.
Nel 1918 si iscrisse al partito socialdemocratico indipendente tedesco (USPD) di cui diventò un attivista. Durante l'occupazione inglese della Renania, fondò assieme a Arp e Ernst la rivista marxista e pre-dadaista "Der Ventilator" (Il ventilatore). Pubblicata sotto forma di supplemento alla stampa quotidiana per sfuggire alla censura, la rivista fu soppressa dall'autorità britannica dopo solo sei numeri. Dopo la chiusura della prima rivista, Baargeld pubblicò "Bulletin D" e "Die Schammade", con Max Ernst, quest'ultima incentrata sulla descrizione delle attività dadaiste a Colonia, delle quali, nel 1920, si tenne la prima esposizione.
I primi contributi di Baargeld al movimento dadaista si espressero nella forma di testi politici e poetici. Formatosi nelle arti visive come autodidatta, realizzò, tra il 1919 e il 1921, numerose opere grafiche quali collage, fotomontaggi e assemblaggi come Il re rosso del 1920 conservato al Museum of Modern Art di New York. Partecipò anche alla creazione di opere collettive come Fatagaga, con Ernst e Arp, del 1920.